# CONCACAF U-17 선수권 대회
CONCACAF U-17 선수권 대회(CONCACAF U-17 Championship)는 북중미카리브 축구 연맹(CONCACAF)이 주관하는 17세 이하 축구 국가대표팀 간의 국가대항전으로 이 대회는 FIFA U-17 월드컵의 북중미카리브 지역 예선을 겸한다.

## 역대 대회
| CONCACAF U-16 토너먼트 (Under-16 Tournament)                                                                                                  | CONCACAF U-16 토너먼트 (Under-16 Tournament) | CONCACAF U-16 토너먼트 (Under-16 Tournament) | CONCACAF U-16 토너먼트 (Under-16 Tournament) | CONCACAF U-16 토너먼트 (Under-16 Tournament) | CONCACAF U-16 토너먼트 (Under-16 Tournament) |
| 연도 | 개최국                                       | 우승                                         | 준우승                                       | 3위                                          | 4위                                          |
| --- | -------------------------------------------- | -------------------------------------------- | -------------------------------------------- | -------------------------------------------- | -------------------------------------------- |
| 1983년 자세히 | 트리니다드 토바고                            | 미국                                         | 트리니다드 토바고                            | 멕시코                                       | 온두라스                                     |
| 결승: 미국 0 - 0 (연장, 승부차기 5 - 3) 트리니다드 토바고, 3·4위전: 멕시코 1 - 0 (연장) 온두라스                                              |                                              |                                              |                                              |                                              |                                              |
| CONCACAF U-16 축구 선수권 대회 (Under-16 Championship)                                                                                        |                                              |                                              |                                              |                                              |                                              |
| 연도 | 개최국                                       | 우승                                         | 준우승                                       | 3위                                          | 4위                                          |
| 1985년 자세히 | 멕시코                                       | 멕시코                                       | 코스타리카                                   | 캐나다                                       | 온두라스                                     |
| 1987년 자세히 | 온두라스                                     | 멕시코                                       | 미국                                         | 코스타리카                                   | 온두라스                                     |
| 1988년 자세히 | 쿠바                                         | 쿠바                                         | 미국                                         | 캐나다                                       | 트리니다드 토바고                            |
| CONCACAF U-17 축구 선수권 대회 (CONCACAF Under-17 Championship)                                                                               |                                              |                                              |                                              |                                              |                                              |
| 연도 | 개최국                                       | 우승                                         | 준우승                                       | 3위                                          | 4위                                          |
| 1991년 자세히 | 트리니다드 토바고                            | 멕시코                                       | 미국                                         | 쿠바                                         | 트리니다드 토바고                            |
| 1992년 자세히 | 쿠바                                         | 미국                                         | 멕시코                                       | 캐나다                                       | 쿠바                                         |
| 1994년 자세히 | 엘살바도르                                   | 코스타리카                                   | 미국                                         | 캐나다                                       | 멕시코                                       |
| CONCACAF U-17 축구 선수권 대회 (CONCACAF Under-17 Championship)                                                                               |                                              |                                              |                                              |                                              |                                              |
| 연도 | 개최국                                       | 우승                                         | 준우승                                       | 3위                                          | 4위                                          |
| 1996년 자세히 | 트리니다드 토바고                            | 멕시코                                       | 미국                                         | 코스타리카                                   | 캐나다                                       |
| CONCACAF U-17 토너먼트 (CONACAF Under-17 Tournament)                                                                                          |                                              |                                              |                                              |                                              |                                              |
| 연도 | 개최국                                       | 우승                                         | 플레이오프 승리 팀                           | 플레이오프 승리 팀                           | 플레이오프 승리 팀                           |
| 1999년 자세히 | 엘살바도르 (A조)                             | 멕시코                                       | 미국                                         | 미국                                         | 미국                                         |
| 1999년 자세히 | 자메이카 (B조)                               | 자메이카                                     | 미국                                         | 미국                                         | 미국                                         |
| 2001년 자세히 | 온두라스 (A조)                               | 코스타리카                                   | 없음                                         | 없음                                         | 없음                                         |
| 2001년 자세히 | 미국 (B조)                                   | 미국                                         | 없음                                         | 없음                                         | 없음                                         |
| 2003년 자세히 | 캐나다 (A조)                                 | 코스타리카                                   | 멕시코                                       | 멕시코                                       | 멕시코                                       |
| 2003년 자세히 | 과테말라 (B조)                               | 미국                                         | 멕시코                                       | 멕시코                                       | 멕시코                                       |
| 2005년 자세히 | 코스타리카 (A조)                             | 미국                                         | 코스타리카                                   | 코스타리카                                   | 코스타리카                                   |
| 2005년 자세히 | 멕시코 (B조)                                 | 멕시코                                       | 코스타리카                                   | 코스타리카                                   | 코스타리카                                   |
| 2007년 자세히 | 온두라스 (A조)                               | 아이티                                       | 없음                                         | 없음                                         | 없음                                         |
| 2007년 자세히 | 자메이카 (B조)                               | 코스타리카                                   | 없음                                         | 없음                                         | 없음                                         |
| CONCACAF U-17 축구 선수권 대회 (CONCACAF U-17 Championship)                                                                                   |                                              |                                              |                                              |                                              |                                              |
| 연도 | 개최국                                       | FIFA U-17 월드컵 본선 진출                   | FIFA U-17 월드컵 본선 진출                   | FIFA U-17 월드컵 본선 진출                   | FIFA U-17 월드컵 본선 진출                   |
| 2009년 자세히 | 멕시코                                       | 멕시코                                       | 미국                                         | 온두라스                                     | 코스타리카                                   |
| 2009년 CONCACAF U-17 축구 선수권 대회는 대회 진행 도중에 멕시코에서 일어난 2009년 인플루엔자 범유행의 여파로 인해 결선 토너먼트가 취소되었다. |                                              |                                              |                                              |                                              |                                              |
| 연도 | 개최국                                       | 우승                                         | 준우승                                       | 3위                                          | 4위                                          |
| 2011년 자세히 | 자메이카                                     | 미국                                         | 캐나다                                       | 파나마                                       | 자메이카                                     |
| 결승: 미국 3 - 0 캐나다, 3·4위전: 파나마 1 - 0 자메이카                                                                                       |                                              |                                              |                                              |                                              |                                              |
| 2013년 자세히 | 파나마                                       | 멕시코                                       | 파나마                                       | 캐나다                                       | 온두라스                                     |
| 결승: 멕시코 2 - 1 파나마, 3·4위전: 캐나다 2 - 2 (승부차기 4 - 2) 온두라스                                                                    |                                              |                                              |                                              |                                              |                                              |
| 2015년 자세히 | 온두라스                                     | 멕시코                                       | 온두라스                                     | 코스타리카, 미국                             | 코스타리카, 미국                             |
| 결승: 멕시코 3 - 0 온두라스 |                                              |                                              |                                              |                                              |                                              |
| 2017년 자세히 | 온두라스                                     | 멕시코                                       | 미국                                         | 코스타리카, 온두라스                         | 코스타리카, 온두라스                         |
| 결승: 멕시코 1 - 1 (승부차기 5 - 4) 미국 |                                              |                                              |                                              |                                              |                                              |
| 2019년 자세히 | 미국                                         | 멕시코                                       | 미국                                         | 캐나다, 아이티                               | 캐나다, 아이티                               |
| 결승: 멕시코 2 - 1 (연장) 미국 |                                              |                                              |                                              |                                              |                                              |
| 2023년 자세히 | 과테말라                                     | 멕시코                                       | 미국                                         | 캐나다, 파나마                               | 캐나다, 파나마                               |
| 결승: 멕시코 3 - 1 미국 |                                              |                                              |                                              |                                              |                                              |

## 같이 보기
- CONCACAF U-20 선수권 대회
- FIFA U-17 월드컵
- 북중미카리브 축구 연맹